# Anti-Lag-System
Als Anti-Lag-System, kurz ALS oder Bang-Bang-System bezeichnet man im Rennsport ein automatisches Umluftsystem, welches durch seine kontrollierten Fehlzündungen (Knallgeräusche) auffällt. Das ALS soll das Abbremsen des Turboladers verhindern, um ein Turboloch (verzögerte Leistungsentfaltung) zu vermeiden. Eine neuere Entwicklung stellt das Anti-Lag Ventil dar. Dabei wird Ladeluft vor der Drosselklappe abgezweigt und in den Abgaskrümmer vor der Abgasturbine wieder zugespeist. Diese Methode ist materialschonender.

## Wirkungsweise
Die Wirkung basiert auf folgenden Maßnahmen:
- Zwischen Verdichterrad (Verdichtung der Ansaugluft) des Turboladers und der schließenden/geschlossenen Drosselklappe wird ein Teil der angestauten Luft abgezweigt (siehe auch Umluftventil)
- Der andere Teil der Luft wird dem Zylinder zugeführt, mit Kraftstoff vermischt und dabei angefettet
- Die abgezweigte Luft wird vor dem Turbinenrad (normalerweise vom Abgas angetrieben) des Turboladers wieder zugeführt
- Der Zündzeitpunkt wird auf ca. 20° nach OT verlegt (Spätzündung)

Das fette und zu spät gezündete Gemisch im Zylinder ist teilweise unverbrannt, wenn es durch das Auslassventil den Zylinder verlässt.
Vor dem Turbinenrad wird die umgeleitete Frischluft zugemischt, so dass die verschleppte Verbrennung vor dem Turbinenrad weitergeführt wird. Teilweise läuft die Verbrennung noch im Endrohr ab, so dass Flammen aus dem Endrohr schlagen können.
Dadurch wird der Turbolader auf hoher Drehzahl gehalten, obwohl Gas weggenommen wurde. 
Die Maßnahme gilt als besonders wirkungsvoll, wenn das Wettkampf-Reglement einen Luftmengenbegrenzer (Restriktor) vorschreibt. Durch den Restriktor wird das erneute Hochdrehen eines abgebremsten Turboladers verzögert, dies soll das ALS verhindern.
Als Nachteile gelten 
- höherer Kraftstoffverbrauch
- Minderung der Lebensdauer des Abgassystems (bei Rennfahrzeugen weniger relevant)